# Lago Dukan
El lago Dukan (en árabe: بحيرة دوكان; también escrito lago Dokan) es el lago más grande en el Kurdistán iraquí, en el norte de Irak.
Se encuentra cerca de la ciudad de Ranya, y es un embalse en el Pequeño Zab, creado por la construcción de la presa de Dukan. La presa de Dukan fue construida entre 1954 y 1959 como una estructura multipropósito para proporcionar almacenamiento de agua, riego y energía hidroeléctrica. Antes de la inundación del lago Dukan, el área fue objeto de investigación arqueológica para estudiar tantos sitios arqueológicos como fuese posible.
Un estudio arqueológico en la llanura Ranya documentó unos 40 sitios arqueológicos con evidencias de ocupación que comprenden desde el sexto milenio a. C. hasta la actualidad. Cinco de estos sitios fueron excavados: Tell Bazmusian, ed-Dem, Kamarian, Qarashina y Tell Shemshara. Las excavaciones en Tell Bazmusian revelaron un templo que data del segundo milenio a. C. En Tell Shemshara, que actualmente se encuentra parcialmente cubierto por el largo, un pueblo del sexto milenio a. C. fue excavado, así como un palacio con un pequeño archivo de tablillas de arcilla. Los habitantes de unos 50 pueblos de la zona inundada, en torno a 1000 y 1200 familias fueron reasentadas al oeste del lago. 